# Cratere Anu
Anu è un cratere sulla superficie di Ganimede.